# Iowa Hawkeyes
Iowa Hawkeyes – nazwa drużyn sportowych University of Iowa w Iowa City, biorących udział w akademickich rozgrywkach Big Ten Conference, organizowanych przez National Collegiate Athletic Association. 

## Sekcje sportowe uczelni
| Mężczyźni - baseball - bieg przełajowy - futbol amerykański - gimnastyka sportowa (1) - golf - koszykówka - lekkoatletyka - pływanie - tenis - zapasy (23) | Kobiety - bieg przełajowy - gimnastyka artystyczna - golf - hokej na trawie (1) - koszykówka - piłka nożna - siatkówka - piłka wodna - pływanie - softball - tenis - wioślarstwo |

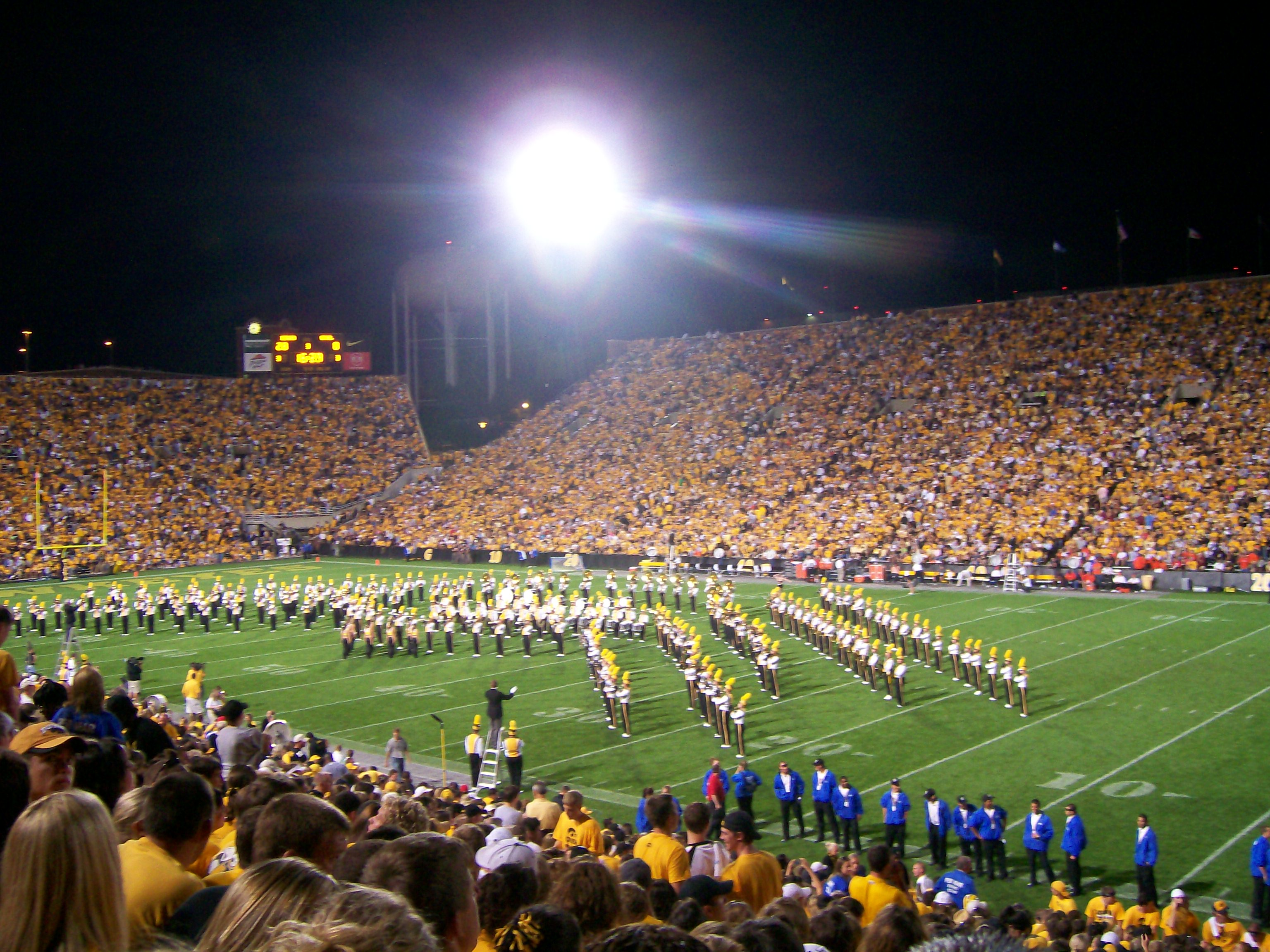
Kinnick Stadium.

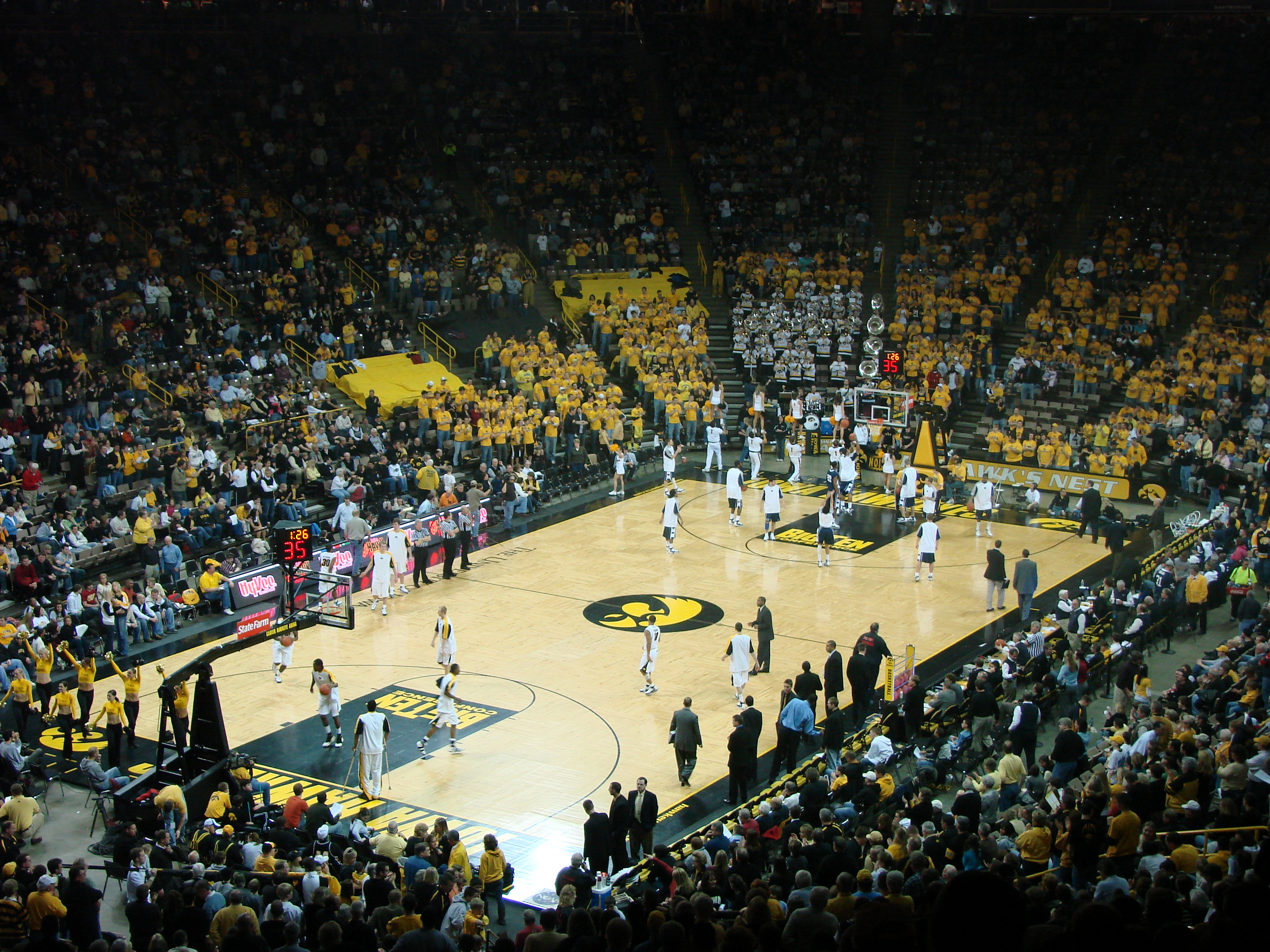
Carver-Hawkeye Arena.

W nawiasie podano liczbę tytułów mistrzowskich NCAA (stan na 1 lipca 2015)

## Obiekty sportowe
- Kinnick Stadium – stadion futbolowy o pojemności 70 585 miejsc[2]
- Carver-Hawkeye Arena – hala sportowa o pojemności 21 600 miejsc, w której odbywają się mecze koszykówki, siatkówki oraz zawody w zapasach[3]
- Iowa Soccer Complex – stadion piłkarski[4]
- Duane Banks Field – stadion baseballowy o pojemności 3000 miejsc[5]
- Bob Pearl Softball Field – stadion softballowy[6]
- Hawkeye Tennis and Recreation Complex – korty tenisowe[7]
- Campus Recreation and Wellness Center – hala sportowa z pływalnią[8]
- Dr. Christine H.B. Grant Field – boisko do hokeja na trawie[9]
- University of Iowa Recreation Building – hala lekkoatletyczna[10]